# 荷花街道 (浏阳市)
荷花街道为中华人民共和国湖南省浏阳市下辖街道。位于浏阳市城区南部，东与高坪镇接壤，西连枨冲，南起大瑶镇，北倚淮川街道。辖域总面积146.8平方公里，2010年有人口48,415人。行政机构驻金沙南路。

## 历史沿革
荷花街道因附街南边有池塘，夏日荷花盛开，故名。
宋元时期，荷花属浏阳县十四都:132。南宋建炎三年（1129年），潭州發生叛亂，添差通判赵民彦赴瀏陽平定動亂，並與叛軍首領杜彦鏖战于荷花南流桥，杀伤甚多。不料趙民彥部隊的軍旗傾倒，溃不成軍，趙民彥最終被杜彥生擒。清朝时分为南流桥、渡头、蹑云桥三个墟市。
清光緒三十二年（1906年），萍瀏醴起義爆發。龔春台率義軍主力進攻瀏陽，在南流橋與清軍交鋒，義軍損傷慘重，最終潰敗。1950年属浏阳县第十三区。1956年设荷花乡。1958年属东方红公社。1961年设立荷花公社。1983年复设荷花乡。1995年原荷花乡和牛石乡合并设立荷花街道。
1997年下辖荷花、唐洲2个社区和胡坪、长坪、西岸、古家、杨家、掌山、渡头、金滩、磐佳、罗直、傅家、万家、早禾、和中、翟水、田家、荷岭、长新、黄洞、樟槽，净溪、马场、牛石、云桥24个行政村。
荷花街道目前下辖3个社区、8个行政村，分别为荷花园社区、唐洲社区和南市社区，建新村、南环村、西环村、东环村、杨家弄村、牛石岭村、浏河村、嗣同村。

## 地理位置

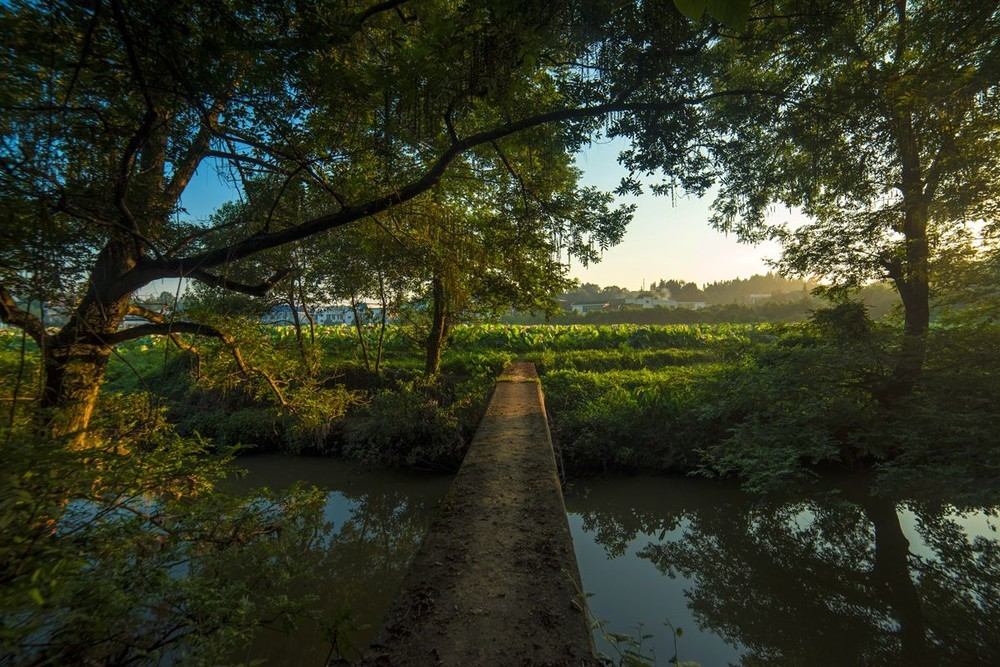
荷花街道郊區的農田

荷花街道位于浏阳河南岸冲积平原，辖区内有天马山、牛石岭、宝塔岭等山岭，以及大山台水库、樟槽水库等湖泊，其中位于辖区南隅的樟槽水库系荷花街道最大的水库。浏阳河一级支流蒲梓港发源于黄冈岭，与牛石岭水、樟槽水交汇，并流经辖区西南部，并在双枫浦注入浏阳河。

## 交通

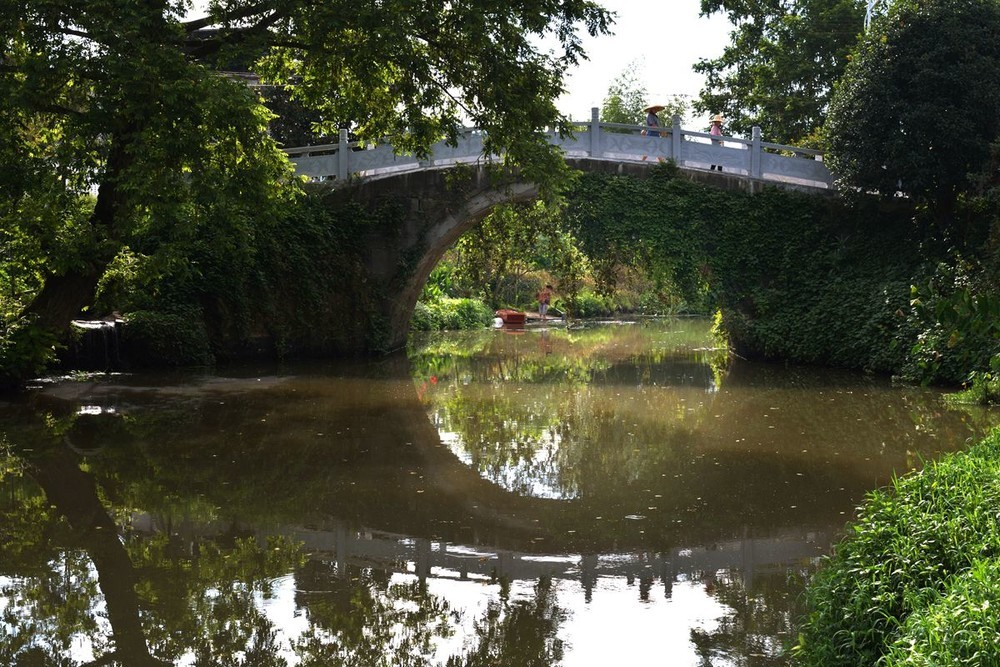
南流橋

明清时期，荷花交通主要依靠水运和驿道，旧时浏阳通往醴陵及江西省诸县均需要经过荷花的南流桥，南流橋因此有「吳楚通衢」之美稱。

### 铁路运输
1966年醴瀏鐵路通车，曾在荷花设置古家站，由于经营困难，已于2003年停运。

### 公路运输
20世纪80年代通车的连接北京和广州的106国道以及连接厦门和成都的319国道经过荷花街道。瀏洪高速公路亦在荷花设有高速公路出口。

### 空運
歷史上，瀏陽並無民用機場，但浏阳县政府曾於1931年6月组织民众在荷花唐家洲修建軍用機場，二戰期間用作盟軍的临时空投场，二戰後荒廢，遂不再使用。目前長沙黃花國際機場為距離荷花最近的民用機場。

### 公共交通

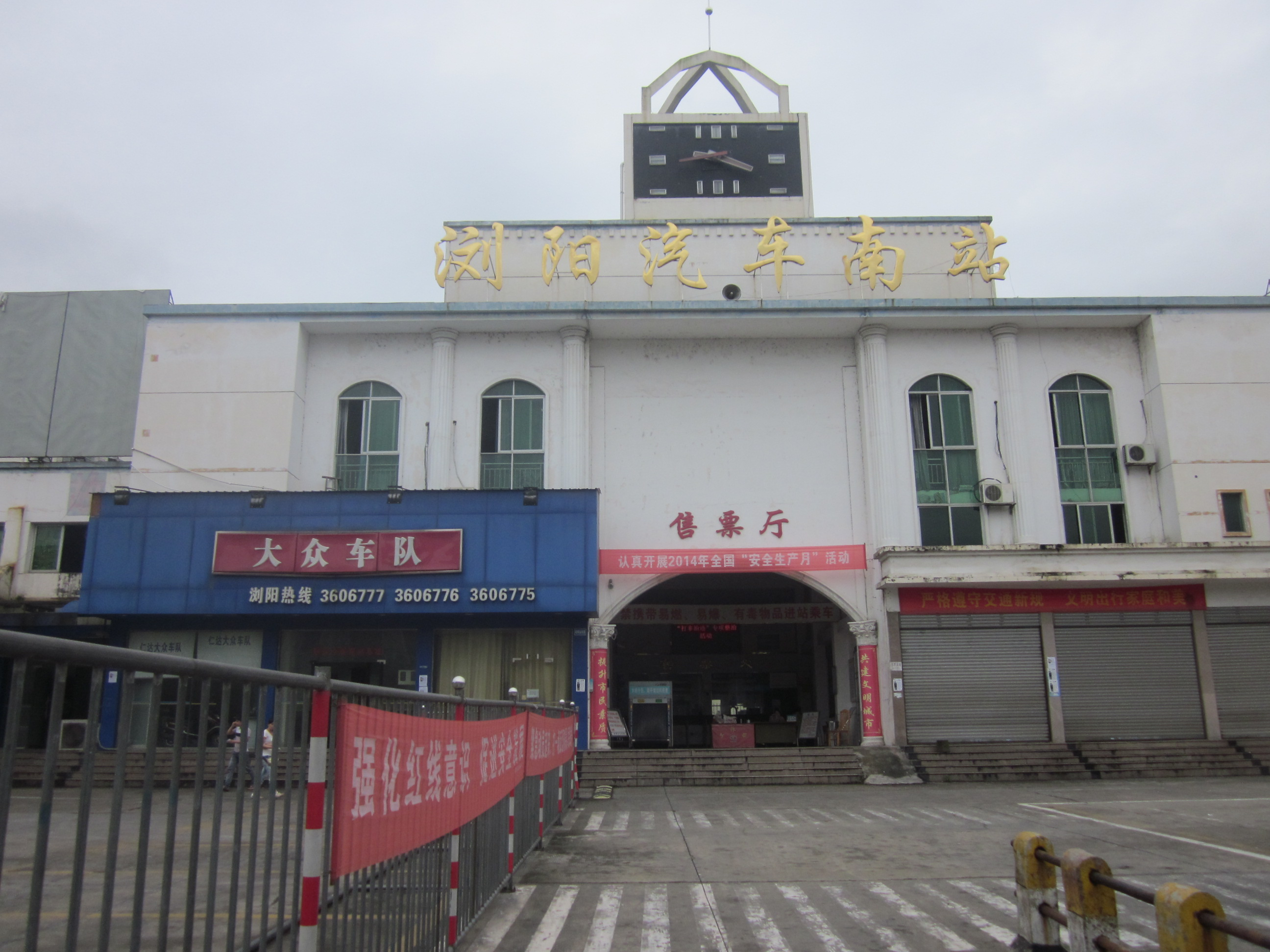
瀏陽市汽車南站

瀏陽市汽車南站位於荷花，每日有發往各鄉鎮及周邊縣市的公交車。瀏陽城區公交車一號線亦在荷花楊家弄村發車，並在荷花街道轄區設有浏青路口、荷塘路口、金沙路小学、汽车南站、荷花中学、老年康复医院、掌山岭及杨家弄八個站點。

## 文教设施

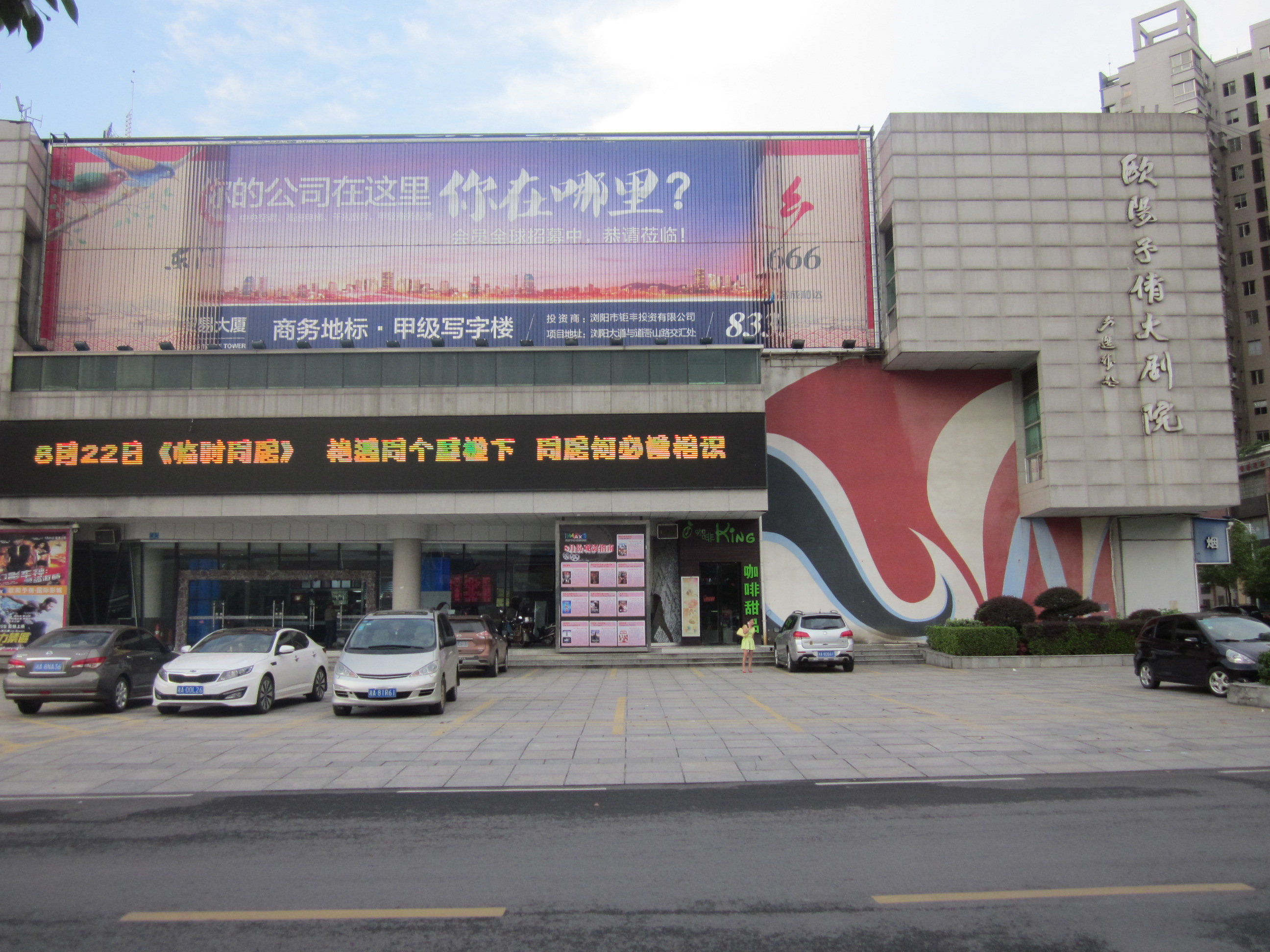
位于荷花街道的欧阳予倩大剧院.

欧阳予倩大剧院位于荷花街道，该剧院以浏阳市出身的中国近代知名戏剧家、中国话剧艺术的奠基人、中央戏剧学院的创始人欧阳予倩的名字命名。欧阳予倩大剧院是浏阳市文化产业的窗口单位、长沙市文化产业基地。它隶属于欧阳予倩大剧院文化产业发展有限责任公司。欧阳予倩大剧院始建于2002年。欧阳予倩大剧院的总占地面积20.5亩，总建筑面积15000平方米。

### 教育

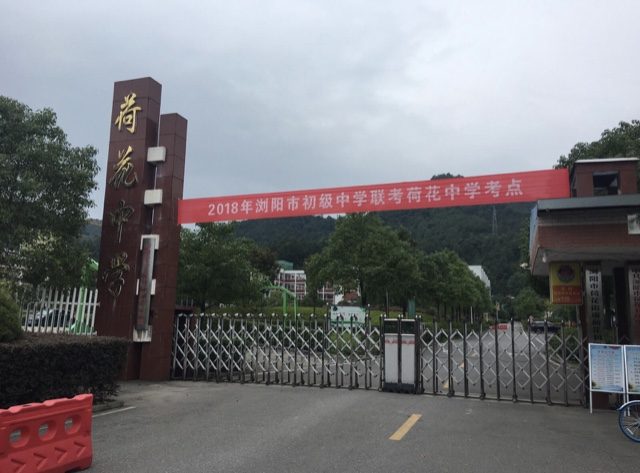
荷花中學

荷花街道2010年有公立幼儿园3所，私立幼儿园9所；小学12所；荷花中學一所初中。

## 观光景点
荷花街道辖域有戊戌变法“六君子”之一的谭嗣同墓、南流桥等名胜古迹。此外，旧浏阳八景的「相台春色」、「楓浦漁樵」二景亦坐落于荷花。
据明嘉靖《浏阳县志》记载，唐朝宰相裴休青年时期曾在浏阳天马山隐居读书，其居所被称为「隐相台」，因此有「相台春色」一说，今已不存。另据《浏阳文物志》记载，双枫浦曾有两株大枫树矗立两岸，有「楓浦漁樵」之美称，为当时胜景，诗人杜甫曾游历于此，并在此著诗《双枫浦》。